# لیگ برتر فوتبال ارمنستان ۲۳–۲۰۲۲
لیگ برتر فوتبال ارمنستان ۲۳–۲۰۲۲ سی و یکمین فصل از زمان تأسیس آن بود. در ۳ اوت ۲۰۲۲ آغاز شد و در ۲۸ مه ۲۰۲۳ به پایان رسید

## ورزشگاه‌ها و موقعیت‌ها
| باشگاه          | موقعیت                 | ورزشگاه                  | گنجایش |
| --------------- | ---------------------- | ------------------------ | ------ |
| آلاشکرت         | ایروان (ناحیه شنگاویت) | ورزشگاه آلاشکرت          | ۶٬۸۵۰  |
| آرارات-آرمنیا   | ایروان                 | آکادمی فوتبال ایروان     | نامشخص |
| آرارات ایروان   | ایروان                 |                          |        |
| بی‌کی‌ام‌ای ایروان | ایروان                 | آکادمی فوتبال واغارشاپات | ۳۰۰    |
| گاندزاسار کاپان | کاپان                  | ورزشگاه گاندزاسار        | ۳٬۵۰۰  |
| لرناین آرتساخ   | سیسیان                 | ورزشگاه شهر سیسیان       | ۵۰۰    |
| میکا            | ایروان                 |                          |        |
| پیونیک          | ایروان                 | ورزشگاه پیونیک           | ۷۸۰    |
| شیراک           | گیومری                 | ورزشگاه شهر گیومری       | ۲٬۸۴۴  |
| سیونیک          | کاپان                  |                          |        |
| اورارتو         | ایروان                 | مرکز تمرینی اورارتو      | ۵۰۰    |
| ارمنستان غربی   | ایروان                 | استادیوم ورزشی جوانان    | ۱٬۱۱۸  |

## جدول لیگ
| رتبه | تیم             | بازی | برد | مساوی | باخت | گل زده | گل خورده | گل تفاضل | امتیاز | صعود                             |
| ---- | --------------- | ---- | --- | ----- | ---- | ------ | -------- | -------- | ------ | -------------------------------- |
| ۱    | ارمنستان غربی   | ۳۳   | ۲۳  | ۶     | ۴    | ۸۵     | ۳۴       | ۵۱+      | ۷۵     | صعود به لیگ برتر فوتبال ارمنستان |
| ۲    | بی‌کی‌ام‌ای ایروان | ۳۳   | ۲۳  | ۳     | ۷    | ۸۱     | ۳۰       | ۵۱+      | ۷۲     |                                  |
| ۳    | گاندزاسار کاپان | ۳۳   | ۲۲  | ۴     | ۷    | ۸۵     | ۳۳       | ۵۲+      | ۷۰     |                                  |
| ۴    | آرارات ایروان   | ۳۳   | ۱۹  | ۳     | ۱۱   | ۶۵     | ۴۸       | ۱۷+      | ۶۰     |                                  |
| ۵    | آرارات-آرمنیا   | ۳۳   | ۱۸  | ۴     | ۱۱   | ۶۵     | ۵۲       | ۱۳+      | ۵۸     |                                  |
| ۶    | اورارتو         | ۳۳   | ۱۳  | ۷     | ۱۳   | ۶۱     | ۵۷       | ۴+       | ۴۶     |                                  |
| ۷    | پیونیک          | ۳۳   | ۱۴  | ۳     | ۱۶   | ۵۷     | ۵۵       | ۲+       | ۴۵     |                                  |
| ۸    | شیراک           | ۳۳   | ۱۳  | ۵     | ۱۵   | ۳۹     | ۳۸       | ۱+       | ۴۴     |                                  |
| ۹    | سیونیک          | ۳۳   | ۱۲  | ۲     | ۱۹   | ۴۹     | ۵۲       | ۳−       | ۳۸     |                                  |
| ۱۰   | میکا            | ۳۳   | ۱۱  | ۳     | ۱۹   | ۳۵     | ۷۷       | ۴۲−      | ۳۶     |                                  |
| ۱۱   | آلاشکرت         | ۳۳   | ۸   | ۲     | ۲۳   | ۴۷     | ۹۹       | ۵۲−      | ۲۶     |                                  |
| ۱۲   | لرناین آرتساخ   | ۳۳   | ۰   | ۲     | ۳۱   | ۱۸     | ۱۱۲      | ۹۴−      | ۲      |                                  |

## آمارها

### گلزنان برتر
تا تاریخ ۲۸ مه ۲۰۲۳ مسابقه انجام شده
| رتبه | بازیکن               | باشگاه          | گل‌ها |
| ---- | -------------------- | --------------- | ---- |
| ۱    | آلن کاراپتیان        | گاندزاسار کاپان | ۲۴   |
| ۲    | ورژ چیلویان          | پیونیک          | ۱۹   |
| ۳    | صالح ناصر            | گاندزاسار کاپان | ۱۶   |
| ۴    | چارلز مارک ایکه‌چوکوو | ارمنستان غربی   | ۱۴   |
| ۴    | هاملت میناسیان       | بی‌کی‌ام‌ای ایروان | ۱۴   |
| ۶    | آشوت کوچاریان        | آرارات ایروان   | ۱۴   |
| ۶    | آرائیک الویان        | بی‌کی‌ام‌ای ایروان | ۱۴   |
| ۸    | یوری کولوزیان        | آرارات-آرمنیا   | ۱۱   |
| ۸    | آرام لرتسیان         | ارمنستان غربی   | ۱۱   |
| ۱۰   | Armand Dagrou        | آرارات ایروان   | ۱۰   |